# Pomacentrus microspilus
Pomacentrus microspilus és una espècie de peix de la família dels pomacèntrids i de l'ordre dels cipriniformes que es troba a Fidji.